# Slamboree 1996
Slamboree 1996 fu un pay-per-view organizzato dalla federazione di wrestling World Championship Wrestling (WCW); si svolse il 19 maggio 1996 presso il Riverside Centroplex di Baton Rouge, Louisiana.

## Descrizione
La particolarità di questa edizione dell'evento fu il torneo "Lord of the Ring", nel quale alcuni wrestler venivano sorteggiati nella "Lethal Lottery" così da formare degli estemporanei tag team che avrebbero dovuto combattere per qualificarsi alla Battlebowl Battle Royal, e il vincitore della battle royal avrebbe guadagnato una title shot al WCW World Heavyweight Championship. Diamond Dallas Page vinse la Battlebowl ed il titolo di Lord of the Ring ("Signore del ring"). Oltre al torneo di cui sopra, durante il ppv furono difesi tre titoli. Nel main event The Giant sconfisse Sting mantenendo la cintura WCW World Heavyweight Championship. Negli altri match titolati, Konnan difese il WCW United States Heavyweight Championship contro Jushin Liger, e Dean Malenko difese il WCW Cruiserweight Championship contro Brad Armstrong.
Il match The American Males vs. The Shark & Maxx fu trasmesso in diretta prima dell'inizio del pay-per-view vero e proprio su WCW Main Event.

## Risultati
| N. | Risultati | Stipulazione                                                                              | Durata |
| -- | --- | ----------------------------------------------------------------------------------------- | ------ |
| 1  | The American Males (Marcus Bagwell & Scotty Riggs) sconfiggono The Shark & Maxx (con Jimmy Hart)               | Tag team match                                                                            | 02:39  |
| 2  | Road Warrior Animal & Booker T contro Road Warrior Hawk & Lex Luger termina in doppio conteggio fuori dal ring | "Lethal Lottery" tag team match                                                           | 06:54  |
| 3  | The Public Enemy (Rocco Rock & Johnny Grunge) sconfiggono Chris Benoit & The Taskmaster                        | "Lethal Lottery" tag team match                                                           | 04:44  |
| 4  | Rick Steiner & The Booty Man (con The Booty Babe) sconfiggono Sgt. Craig Pittman & Scott Steiner               | "Lethal Lottery" tag team match                                                           | 08:21  |
| 5  | VK Wallstreet & Jim Duggan sconfiggono The Blue Bloods (Lord Steven Regal & Squire David Taylor)               | "Lethal Lottery" tag team match                                                           | 03:46  |
| 6  | Dick Slater & Earl Robert Eaton sconfiggono Disco Inferno & Alex Wright                                        | "Lethal Lottery" tag team match                                                           | 02:56  |
| 7  | Diamond Dallas Page & The Barbarian sconfiggono Meng & Hugh Morrus                                             | "Lethal Lottery" tag team match                                                           | 05:15  |
| 8  | Fire and Ice (Scott Norton & Ice Train) sconfiggono Big Bubba Rogers & Stevie Ray                              | "Lethal Lottery" tag team match                                                           | 03:32  |
| 9  | Ric Flair & Randy Savage (con Woman & Miss Elizabeth) sconfiggono Arn Anderson & Eddie Guerrero                | "Lethal Lottery" tag team match                                                           | 04:04  |
| 10 | Dean Malenko (c) sconfigge Brad Armstrong                                                                      | Single match per il WCW Cruiserweight Championship                                        | 08:29  |
| 11 | Dick Slater & Earl Robert Eaton sconfiggono VK Wallstreet & Jim Duggan                                         | "Lethal Lottery" tag team match                                                           | 04:08  |
| 12 | Diamond Dallas Page & The Barbarian sconfiggono Rick Steiner & The Booty Man (con The Booty Babe)              | "Lethal Lottery" tag team match                                                           | 05:05  |
| 13 | Konnan (c) sconfigge Jushin Thunder Liger                                                                      | Single match per il WCW United States Heavyweight Championship                            | 09:30  |
| 14 | Diamond Dallas Page vince eliminando per ultimo The Barbarian                                                  | Battlebowl per determinare il primo sfidante al titolo WCW World Heavyweight Championship | 09:33  |
| 15 | The Giant (c) (con Jimmy Hart) sconfigge Sting (con Lex Luger)                                                 | Single match per il WCW World Heavyweight Championship                                    | 10:41  |

### Eliminazioni Battlebowl
| 1          | Rocco Rock          | The Barbarian       |                     |                     |                     |
| 2          | Bobby Eaton         | Dick Slater         |                     |                     |                     |
| 3          | Dick Slater         | N/D                 |                     |                     |                     |
| 4          | Scott Norton        | Diamond Dallas Page |                     |                     |                     |
| 5          | Johnny Grunge       | Diamond Dallas Page |                     |                     |                     |
| 6          | Ice Train           | Diamond Dallas Page |                     |                     |                     |
| 7          | The Barbarian       | Diamond Dallas Page |                     |                     |                     |
| Vincitore: | Diamond Dallas Page | Diamond Dallas Page | Diamond Dallas Page | Diamond Dallas Page | Diamond Dallas Page |